# Matthias Burglechner
Matthias Burglechner, auch Mathias Burglechner, Matthias Burgklehner und Matthias Burgklechner (* 1573 in Innsbruck; † 7. September 1642 ebenda) war ein österreichischer Jurist, Geschichtsschreiber und Kartograph.

## Leben
Matthias Burglechner wurde 1573 in Innsbruck als eines von mindestens fünf Kindern des Matthias Burglechner (1545–1603) und der Maria Polleiner geboren. Die Familie stammte ursprünglich vom Hof Burglehen in Zimmermoos oberhalb von Rattenberg, von dem sich ihr Familienname herleitet. Seine Vorfahren hatten sich in landesfürstlichen Diensten emporgearbeitet, sein Vater war zunächst Sekretär, dann Rat der oberösterreichischen Kammer (Finanzverwaltung) in Innsbruck. 1571 wurde ihm und seinen Brüdern ein Wappen verliehen, Erzherzog Ferdinand II. erhob ihn 1594 in den Adelsstand.
Mit Hilfe landesfürstlicher Stipendien studierte Matthias Burglechner Philosophie in Ingolstadt und Rechtswissenschaften in Padua, wo er 1597 zum Doktor beider Rechte promoviert wurde. Nach einer kurzen Tätigkeit am Reichskammergericht in Speyer wurde er zum Regimentsrat in Innsbruck berufen. Von 1612 bis 1620 war er Vizepräsident der Kammer, ab 1620 Vizekanzler des Regiments bzw. der Regierung für die Grafschaft Tirol und die Vorlande. Burglechner kam anfangs viel im Land herum und wurde von den Landesfürsten zu vielen Verhandlungen, insbesondere zu Grenzverhandlungen, hinzugezogen.

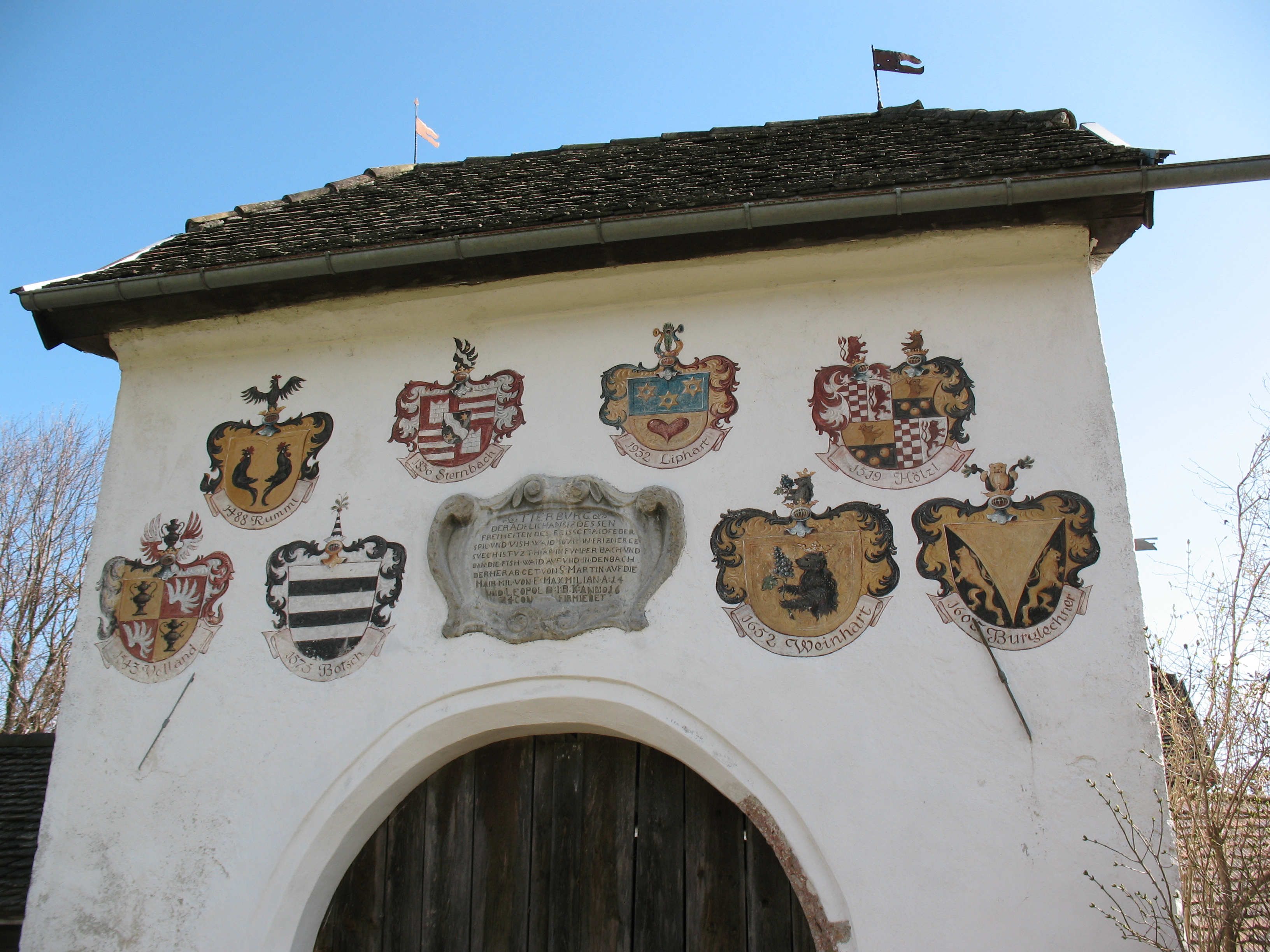
Tor des Ansitzes Thierburg mit dem Wappen Burglechners (rechts unten)

Wie im 16. und 17. Jahrhundert unter dem Einfluss des Humanismus weit verbreitet, beschäftigte sich auch Burglechner, wie seine Zeitgenossen Jakob Andrä von Brandis und Marx Sittich von Wolkenstein, neben seinen Amtsgeschäften mit der Geschichte. Zunächst arbeitete er an einer umfassenden Welt- und Kirchengeschichte des christlichen Zeitalters (Thesaurus historiarum, zwei Teile, erschienen 1602 und 1604 in Innsbruck), später wandte er sich der Landeskunde Tirols zu und erstellte darüber ein mehrbändiges Werk (Der Tiroler Adler) und mehrere Karten.
1599 heiratete er Katharina Botsch von Zwingenburg, das Paar bekam drei Söhne und vier Töchter. 1604 kaufte er die beiden Ansitze Thierburg und Vollandseck in Fritzens, nach denen er den Namenszusatz Thierburg und Vollandsegg führte. 1616 überließ ihm der Landesfürst die Pflege (Verwaltung) des lukrativen Landgerichts Freundsberg bei Schwaz.

## Werke

### Der Tiroler Adler

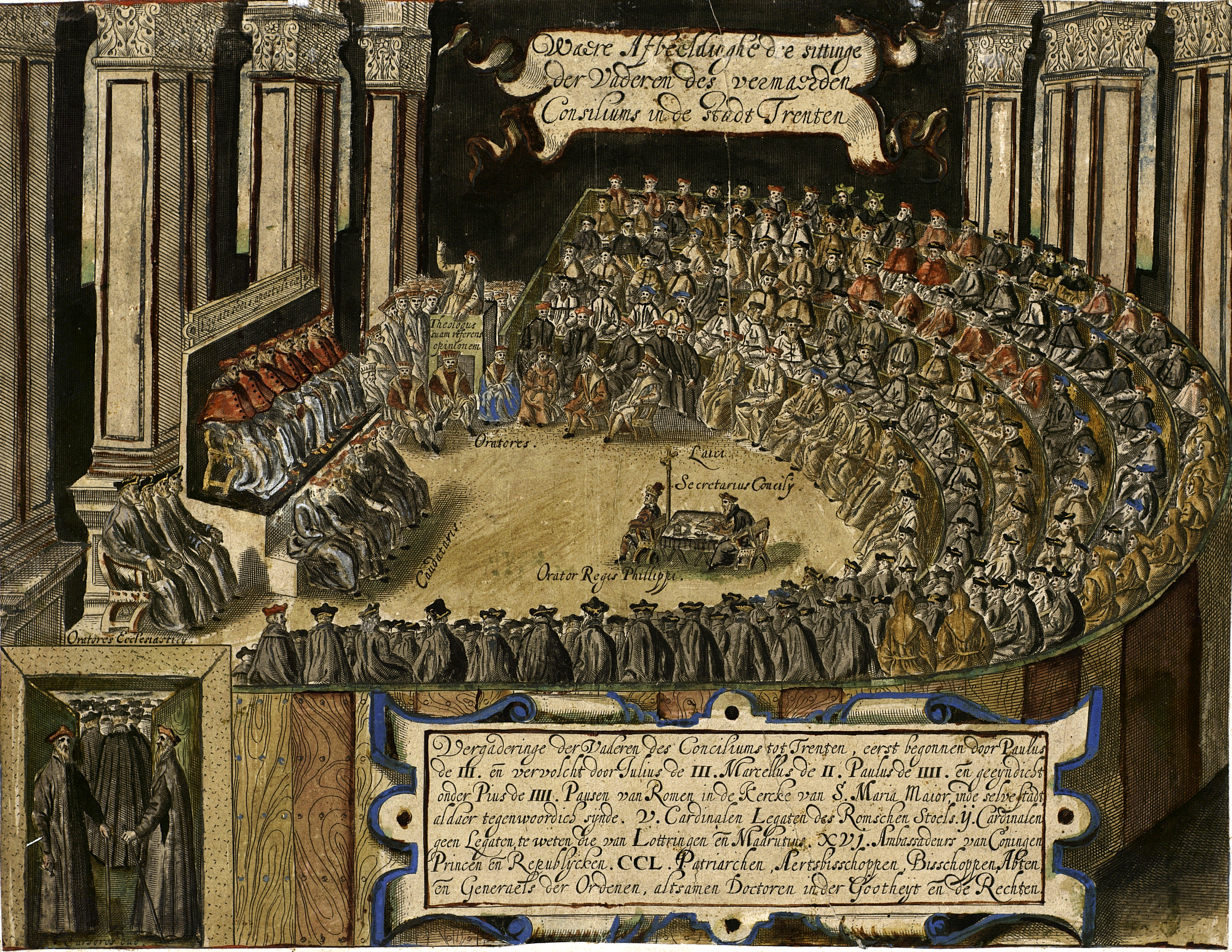
Das Konzil von Trient

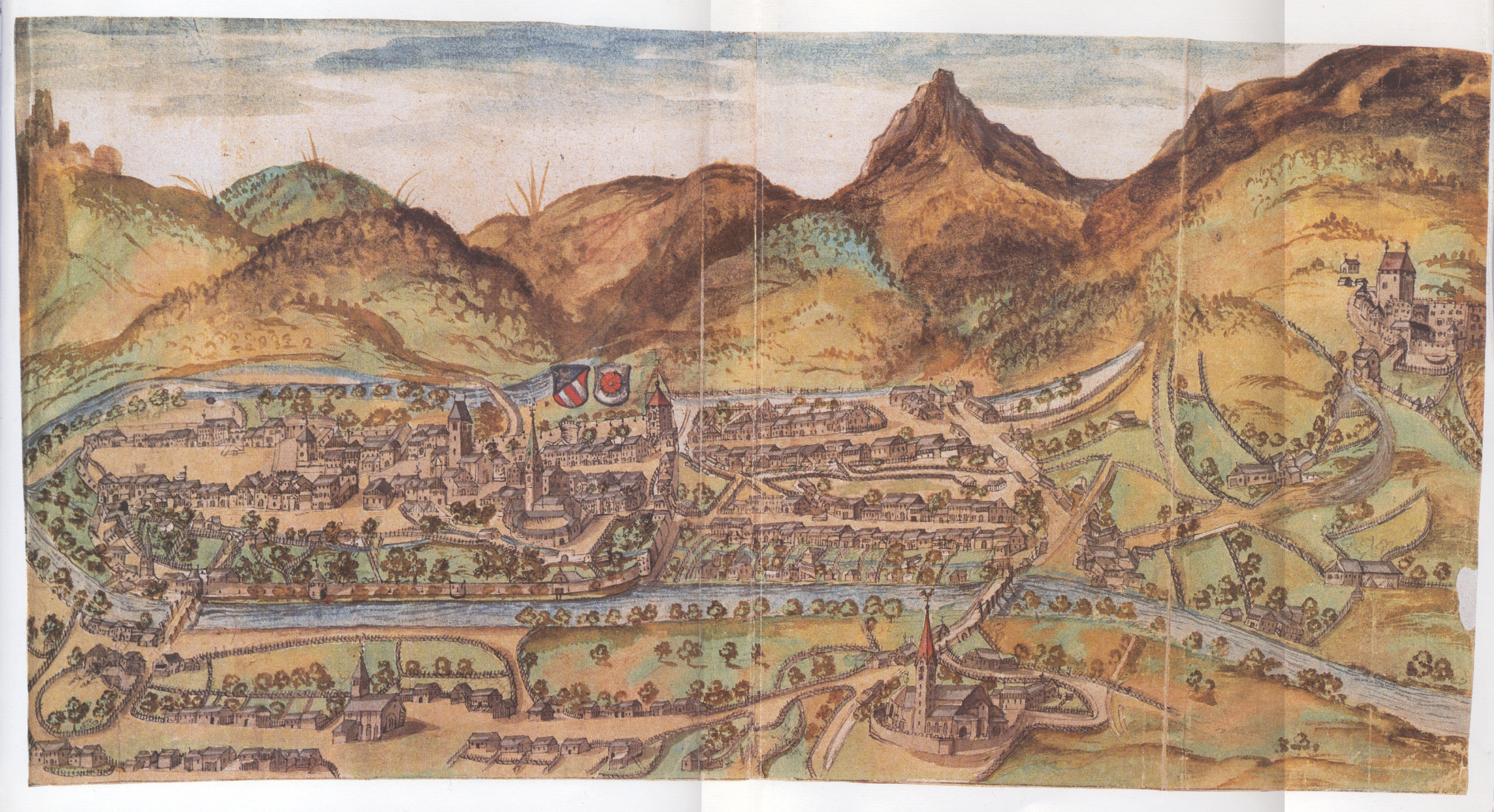
Ansicht von Lienz

Der Tiroler Adler ist eine historisch-politische Beschreibung der Grafschaft Tirol. 1608 hatte Burglechner den ersten Teil vollendet, die Drucklegung wurde jedoch von Maximilian III., der ihn ansonsten förderte, wegen inkriminierender Stellen in der historischen Beschreibung verweigert. 1620 war der zweite Teil als Manuskript fertiggestellt, zwei weitere Teile entstanden bis 1636. 1641 legte Burglechner das gesamte Werk der Landesfürstin Claudia de’ Medici vor, die wiederum die Drucklegung verweigerte, ihm aber 100 Gulden auf Lebenszeit gewährte und das Werk für 2000 Gulden von der Hofkanzlei erwerben ließ. Das Original befindet sich heute im Österreichischen Staatsarchiv, eine Abschrift aus dem 19. Jahrhundert im Tiroler Landesmuseum Ferdinandeum.
Das Werk besteht aus vier Teilen zu je drei Bänden. Der erste Teil enthält Angaben zur Geographie, Wirtschaft (Bergbau, Münzwesen, Landwirtschaft) und Religion sowie die Geschichte Tirols von der Römerzeit bis zu Ferdinand II. Der zweite Teil behandelt die Geschichte der Tiroler Landschaft, Landtage, Rechte, Klöster und Adel, im dritten Teil werden Schlösser, Burgen und Ansitze, die Geschichte der Städte und Märkte und die Gerichte und Herrschaften beschrieben. Der vierte Teil enthält Akten und Urkunden über die österreichischen Rechte in Graubünden, die Tiroler Rechte in den Hochstiften Brixen und Trient und in Württemberg, über Verträge mit Bayern, Salzburg, Freising und Veltlin, daneben eine Chronik von Bozen und einen Kalender mit Gesundheitsregeln und ähnlichem.
Der Tiroler Adler ist mit Ansichten der meisten Städte, Porträts von Landesfürsten und Wappen der Tiroler Adelsfamilien reich illustriert. Er enthält außerdem zwei Karten, eine verkleinerte Nachzeichnung von Burglechners „kleiner Karte“ von 1608 sowie eine Karte, die das Oberinntal zwischen Imst und Zirl und das Außerfern bis auf die Höhe von Biberwier zeigt. Diese thematische Karte bezieht sich auf den Einfall des Kurfürsten Moritz von Sachsen 1552 in Tirol und wurde als Skizze vermutlich um 1552 von Paul Dax angefertigt.
Mangels Literatur musste sich Burglechner seine Informationen weitgehend selbst verschaffen. Als hoher Beamter hatte er Zugang zu den Urkunden und Urkundenbüchern des Innsbrucker Schatzarchivs und konnte sich aktuelle Informationen über die landesfürstliche Verwaltungsorganisation beschaffen.
Der erste Teil des Tiroler Adlers wurde im 17. und 18. Jahrhundert oftmals abgeschrieben und als Handschrift verbreitet. Er diente auch als Vorbild für spätere Werke, wie etwa Franz Adam von Brandis’ 1678 in Bozen erschienenes Buch Des Tirolischen Adlers immergrünendes Ehrenkränzel, das Nachwirken blieb aber auf Tirol beschränkt.

### Die kleine Tirol-Karte von 1608

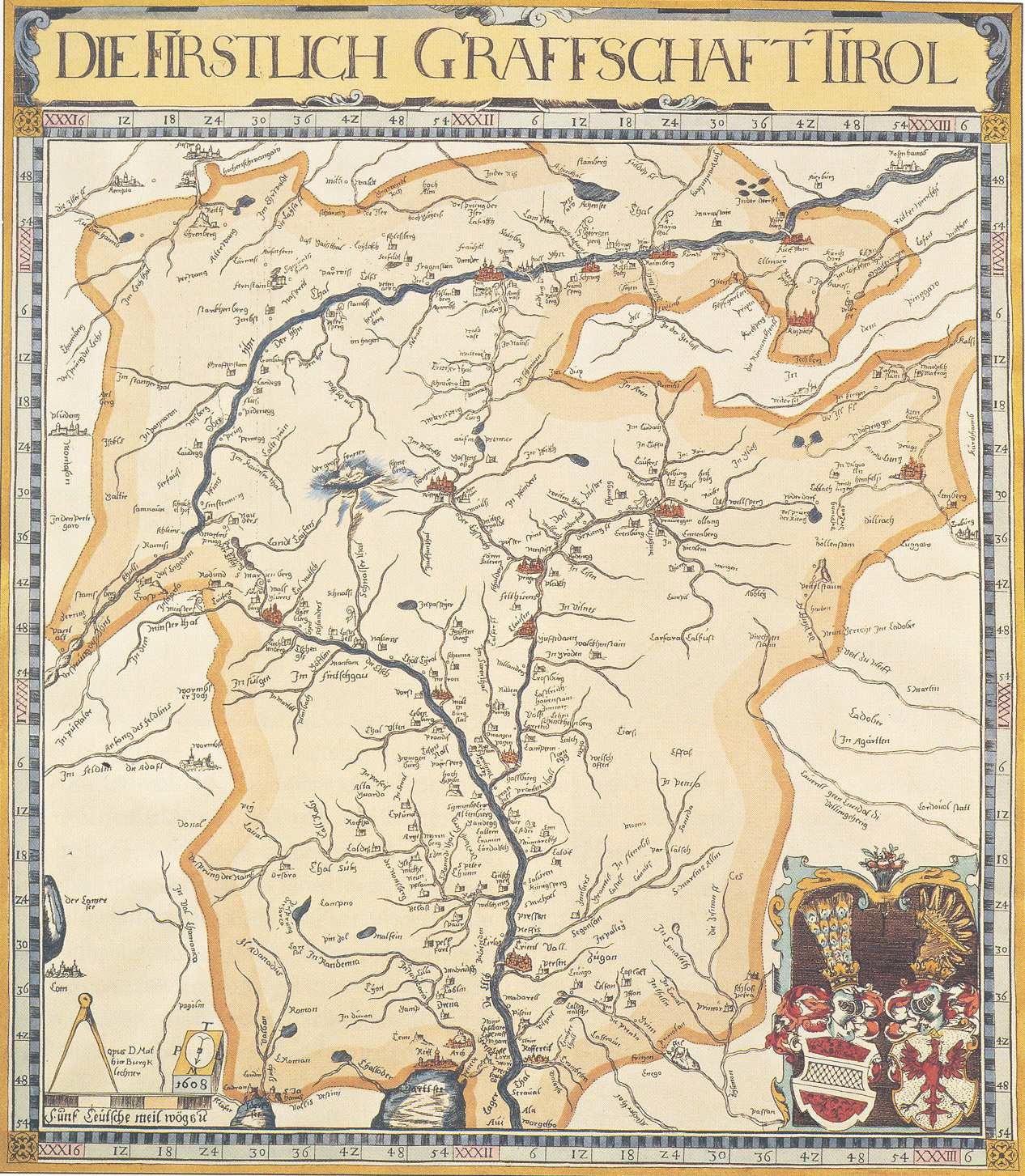
Die kleine Karte

Die Karte Die Firstlich Graffschaft Tirol erschien 1608 als von David Zigl in Hall ausgeführter Kupferstich. Sie besteht aus einem Blatt im Format 42 × 39 cm und hat einen mittleren Maßstab von 1 : 620.000. Die Karte zeigt nur Gewässer und Orte, aber abgesehen vom „groß ferner“, dem vergletscherten Zentralgebiet der Ötztaler Alpen, keine Berge. Größere Siedlungen und Burgen sind mit Aufrisszeichnungen, kleinere mit Kreissignaturen dargestellt. Die Landesgrenze ist, ungewöhnlich für die Zeit, mit einer gerissenen Linie dargestellt, eingeschlossen sind dabei die Gebiete der Hochstifte Brixen und Trient, die nicht zu Tirol gehörenden, aber von den Habsburgern beanspruchten Gebiete im Engadin, sowie die zum Hochstift Salzburg zählende Herrschaft Windisch-Matrei. Einziger Schmuck der Karte ist eine Kartusche mit dem österreichischen und dem Tiroler Wappen.

### Tiroler-Adler-Karte

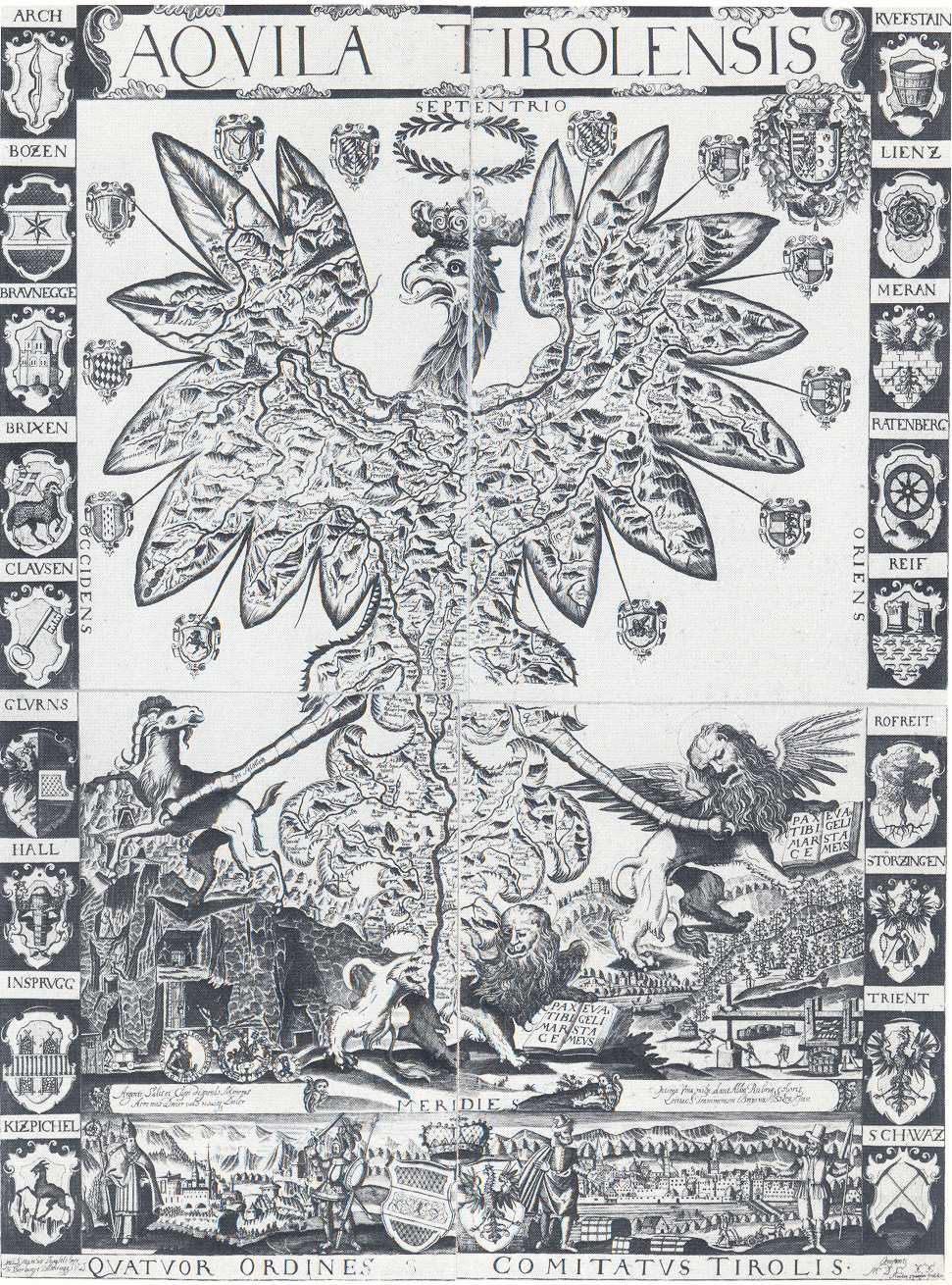
Die Tiroler-Adler-Karte

Die Karte Aquila Tirolensis erschien erstmals 1609 als Kupferstich (gestochen von David Zigl) in vier Blatt im Gesamtformat 97 × 74 cm mit einem mittleren Maßstab von 1 : 620.000. 1620 und 1626 wurde sie, überarbeitet, aber ohne inhaltliche Änderungen, von Andreas Spängler gestochen, neu aufgelegt. Das Besondere an der Karte ist die Symbolik: Das Land Tirol ist in Form eines Adlers, des Wappentieres, dargestellt, umgeben von Wappentieren der Nachbarländer wie dem Bündner Steinbock und dem venezianischen Markuslöwen. Solche Karten, in denen ein Land oder Kontinent in Form einer allegorischen Gestalt dargestellt wird, waren in der Renaissance und im Barock sehr beliebt. Diese Form der Darstellung führt naturgemäß zu starken Verzerrungen.
Die Karte ist zusätzlich reich geschmückt. Am linken und rechten Rand sind die Wappen der Tiroler Städte sowie das von Schwaz abgebildet. Am unteren Rand befindet sich eine Tiroler Landschaft mit vier Personen als Vertreter der Landstände (Prälaten, Adel, Bürger, Bauern) vor dem Hintergrund einer Burg und einer Bischofsresidenz bzw. einer Stadt (Ansicht von Innsbruck) und einer landwirtschaftlichen Szene. Darüber sind mit einem Bergwerk und Weingärten mit Weinpresse zwei der wichtigsten Erwerbsquellen Tirols zur damaligen Zeit dargestellt.

### Die große Tirol-Karte von 1611

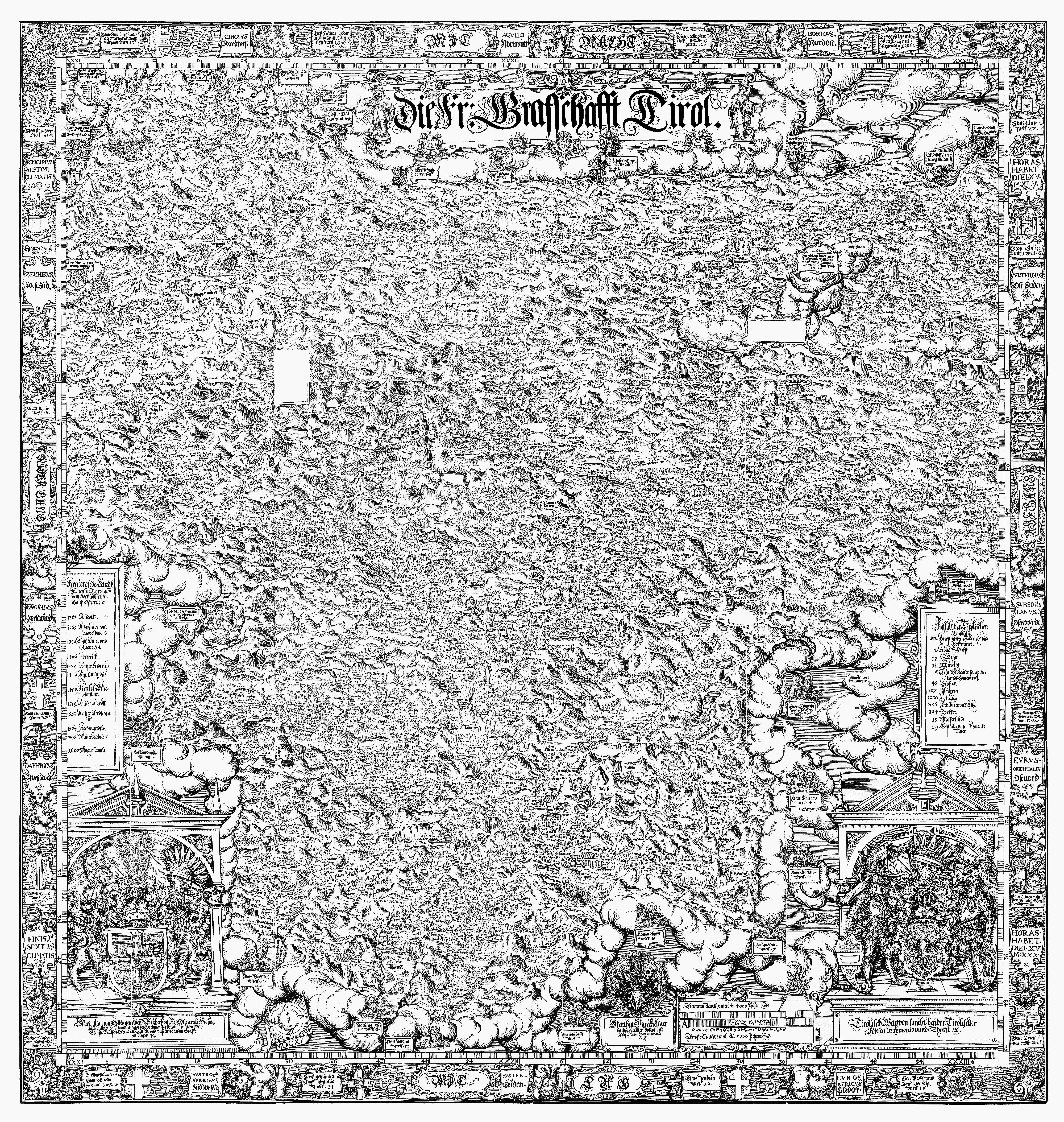
Die große Karte

Die Karte Die F(i)r(stliche) Grafschaft Tirol, auch große Karte genannt, war als Ergänzung zum Geschichtswerk Tiroler Adler gedacht, in dem an vielen Stellen darauf Bezug genommen wird. Ein weiterer Grund für die Erstellung der Karte waren vermutlich Grenzverhandlungen mit Nachbarländern.
Anstelle des teuren und aufwändigen Kupferstichs entschied sich Burglechner für den Holzschnitt, der 1611 von Hans Rogel in Augsburg ausgeführt wurde. Aus unbekannten Gründen, möglicherweise aufgrund technischer Probleme, wurde die Karte jedoch nicht gedruckt und erst im 19. Jahrhundert von den erhaltenen originalen Druckstöcken vervielfältigt. Die Karte besteht aus 12 Blatt mit dem Gesamtformat 165 × 155 cm und einem mittleren Maßstab von 1 : 160.000. 1629 wurde sie mit kleinen Änderungen von Andreas Spängler in Innsbruck als Kupferstich ausgeführt und veröffentlicht.
Burglechner hat vermutlich die Tirol-Karten von Wolfgang Lazius und Warmund Ygl gekannt, seine Karte beruht aber auf eigenen, 1608 abgeschlossenen topographischen Erhebungen. Als Vorbild bei der Gestaltung dienten ihm die 1579 erstmals erschienenen Bairischen Landtafeln von Philipp Apian.
Die Karte hat den gleichen Kartenschnitt wie die kleine Karte. Am unteren Rand finden sich die Wappen des Landesfürsten Maximilian III. (in der Kupferstichversion durch die Wappen Leopolds V. und Claudia de’ Medicis ersetzt) und der Grafschaft Tirol. An den Rändern befinden sich Textkartuschen über Orte und die administrative Gliederung des Landes, fünf kleine Schlachtenbilder erinnern an historische Ereignisse. Die an Tirol angrenzenden Gebiete sind von Wolkenbänken verdeckt. Täler und Gewässer entsprechen weitgehend der Wirklichkeit, Gebirge und Berge werden nicht wie bei zeitgenössischen Karten als „Maulwurfshügel“, sondern mit naturalistischen (aber nicht wirklichkeitsgetreuen) Aufrisszeichnungen dargestellt. Orte sind ebenfalls mit Aufrissbildern gekennzeichnet, Wälder und Weingärten werden durch entsprechende Signaturen symbolisiert. Die Bedeutung der über das gesamte Gebiet verteilten sechszackigen Sternchen ist ungeklärt, möglicherweise haben sie einen Bezug zum Bergbau. Als einzige Verkehrsverbindungen sind zahlreiche Brücken dargestellt. Die Karte enthält rund 3000 geographische Namen.
Bis zum Erscheinen des Atlas Tyrolensis von Peter Anich 1774 war die große Karte zusammen mit der von Warmund Ygl die bedeutendste Karte Tirols. Sie war in Tirol bekannt und weit verbreitet, außerhalb des Landes wurde sie aber im Gegensatz zur wenige Jahre zuvor erschienenen Ygl-Karte nicht zur Kenntnis genommen.